# 혹성탈출: 새로운 시대
《혹성탈출: 새로운 시대》(영어: Kingdom of the Planet of the Apes)는 2024년 개봉한 미국의 SF 액션 영화이다. 웨스 볼이 감독을 맡았으며, 피에르 불의 동명 소설이 영화의 원작이다. 2017년 영화 《혹성탈출: 종의 전쟁》의 속편이자, 영화 《혹성탈출》 리부트 시리즈의 네 번째 작품이다.

## 시놉시스
인간과의 전쟁으로 아버지, 어머니, 형을 모두 잃은 코넬리우스는 모리스의 보살핌 아래 자란다. 그러나 형이 사랑했던 레이크를 남몰래 흠모하게 되는데...

## 출연진
- 오언 티그 - 코닐리어스
- 프레이아 앨런 - 노바 / 메이
- 피터 메이컨 - 라카
- 이카 다빌
- 케빈 듀랜드 - 프록시무스 시저
- 트래비스 제퍼리
- 닐 샌딜랜즈
- 리디아 페컴
- 래스새뮤얼 웰드 아브즈기
- 윌리엄 H. 메이시 - 트레바탄
- 디천 래크먼
- 사라 와이즈먼